# Halicyclops reidae
Halicyclops reidae är en kräftdjursart som beskrevs av Rocha och Hakenkamp 1993. Halicyclops reidae ingår i släktet Halicyclops och familjen Cyclopidae. Inga underarter finns listade i Catalogue of Life.